# Fondation du Mérite Européen

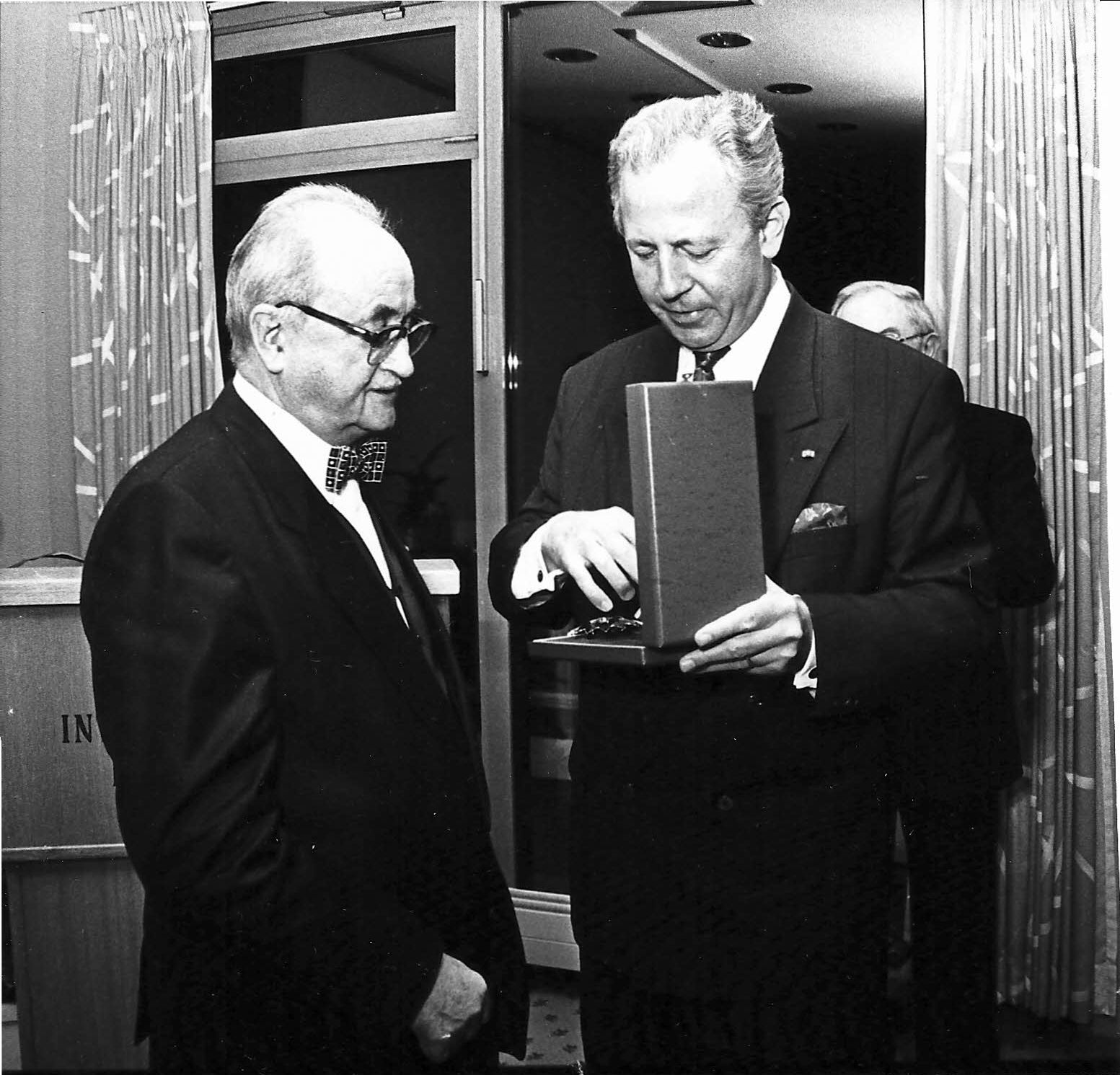
François Visine (links) und Jacques Santer (rechts)

Die Fondation du Mérite Européen, Luxembourg, ist eine Stiftung zur Stärkung der universellen Werte, für die Europa steht.

## Geschichte
Die Stiftung wurde am 8. Februar 1969 von François Visine (*  1922–1995), einem leitenden französischen NATO-Beamten, am Sitz des Pariser Vereins Club de l’ABC de l‘Europe gegründet. In weiterer Folge wurde der Club aufgelöst und der Sitz 1970, als Verein nach luxemburgischen Rechts (asbl) ohne Gewinnabsicht, verlegt.
Seit den 1970er Jahren haben insbesondere die luxemburgischen Premierminister Gaston Thorn, Pierre Werner, Jacques Santer und Jean-Claude Juncker eine prägende Rolle in der Stiftung eingenommen.
In den ersten Jahren wurden in erster Linie Publikationen zu Europa herausgegeben.
Seit Herbst 1989 ist die Stiftung als gemeinnützige Einrichtung aufgrund eines großherzoglichen Beschlusses anerkannt.
1990 wurde ein Projekt für eine Europäische Verfassung unterstützt.
In weiterer Folge des Engagements für ein gemeinsames Europa wurde die Auszeichnung von verdienten Persönlichkeiten und Organisationen immer wichtiger und ein neuer Schwerpunkt der Stiftung. Die Publikation von Schriften wurde weitgehend eingestellt. Dabei wurden zu Beginn vor allem prägende Persönlichkeiten aus Politik, Vertreter und Organe der EU sowie Journalisten ausgezeichnet. In weiterer Folge herausragende Personen aus Humanismus, Wissenschaft, Kultur, Literatur und Kunst sowie am Personen von Universitäten, Schulen, Verbänden und Vereinen, die sich besonders für die Förderung des europäischen Gedankens einsetzen.

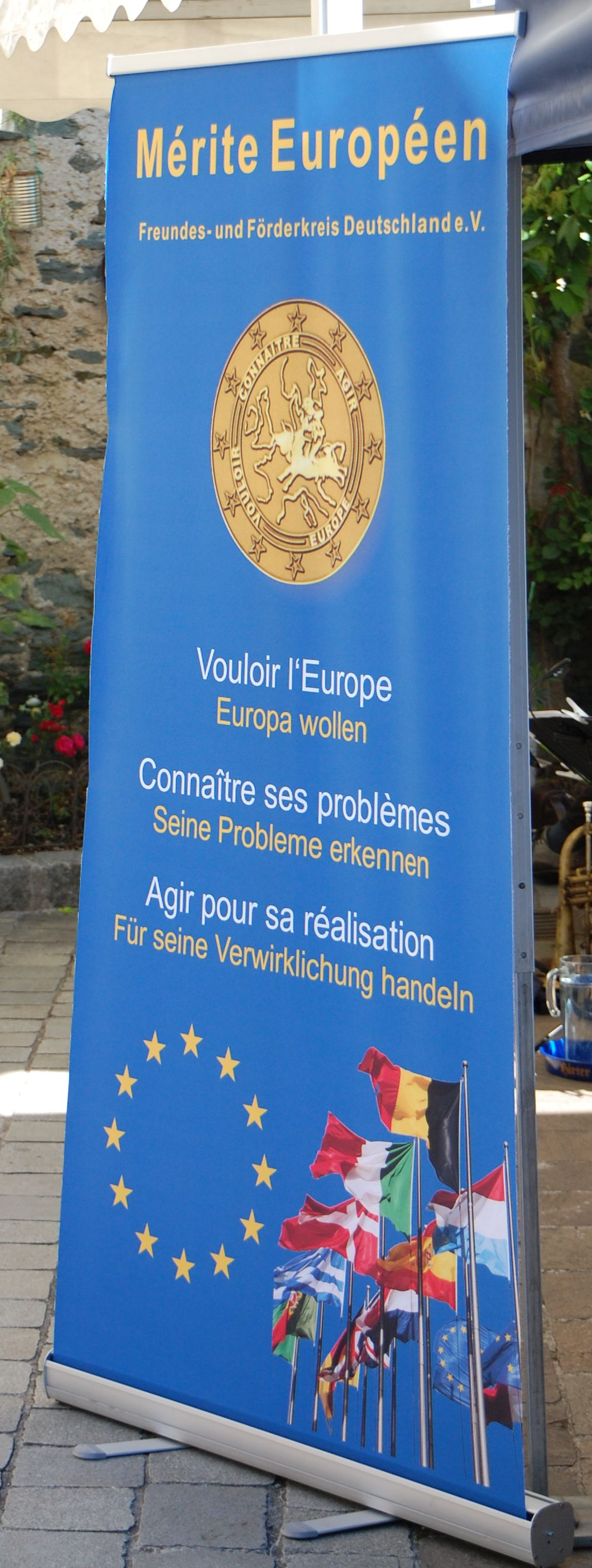
Motto: Vouloir l’Europe - Connaître ses problémes - Agir pour sa réalisation

## Zweck, Ziele und Motto
Gemäß Stiftungssatzung hat die Stiftung das Ziel, Aktivitäten zu fördern, die dazu beitragen, dass Schritt für Schritt ein europäisches Bewusstsein geschaffen wird, das für eine real existierende Europäische Union mit humanistischen Zügen erforderlich ist.
Hierzu verleiht die Stiftung verschiedene Auszeichnung Mérite Européen an Personen und Organisationen, die nach dem Motto der Stiftung handeln und deren ehrenamtlichen Leistungen ein über das normale Maß hinausgehendes Engagement darstellt. Die Auszeichnungen dienen auch um besondere Beiträge zur Förderung des europäischen Gedankens und außergewöhnliches europäisches Engagement hervorzuheben.
Das Motto der Stiftung lautet: Ja zu Europa – seine Probleme erkennen – an seiner Verwirklichung arbeiten (frz.: Vouloir l’Europe - Connaître ses problémes - Agir pour sa réalisation, kurz: VOULOIR - CONNAITRE - AGIR. Engl.: Wanting Europe, knowing its problems, acting to achieve it).

## Tätigkeitsbereich
Die Satzung der Stiftung sieht verschiedene Tätigkeitsbereich für die Stiftung vor:
- Verleihung von Auszeichnungen für herausragende Tätigkeiten im Zusammenhang mit der Europäischen Integration;
- Förderung des Schulunterrichts und des Wissens über Europa;
- Durchführung und Organisation von Veranstaltungen zu europäischen Fragen;
- Publikationen;
- Sonstiges im Zusammenhang mit der Förderung des Europagedankens.

## Auszeichnungen
Die Auszeichnung Mérite Européen (Verdienste um Europa) richtet sich nicht primär an hochgestellte europäische Persönlichkeiten, sondern auch an Bürger, die aus eigenem Antrieb und ohne (erwartete) Gegenleistung sich um bilaterale Verständigung in Europa verdient gemacht haben.
Die Auszeichnungen werden im Allgemeinen im Rahmen eines würdigen Festaktes verliehen. Bisher wurden über 1000 europäische Bürger ausgezeichnet, darunter erhielten 145 deutsche und etwa 70 Personen aus Österreich diese angesehenen Auszeichnung.
Viele Länder haben eigene Auszeichnungen, um ihre Bürger für deren europäische Engagements zu ehren, aber nur die Auszeichnungen der „Fondation du Mérite Européen“ sind im Sinne eines europäischen Verdienstordens auf europäischer Basis anerkannt.

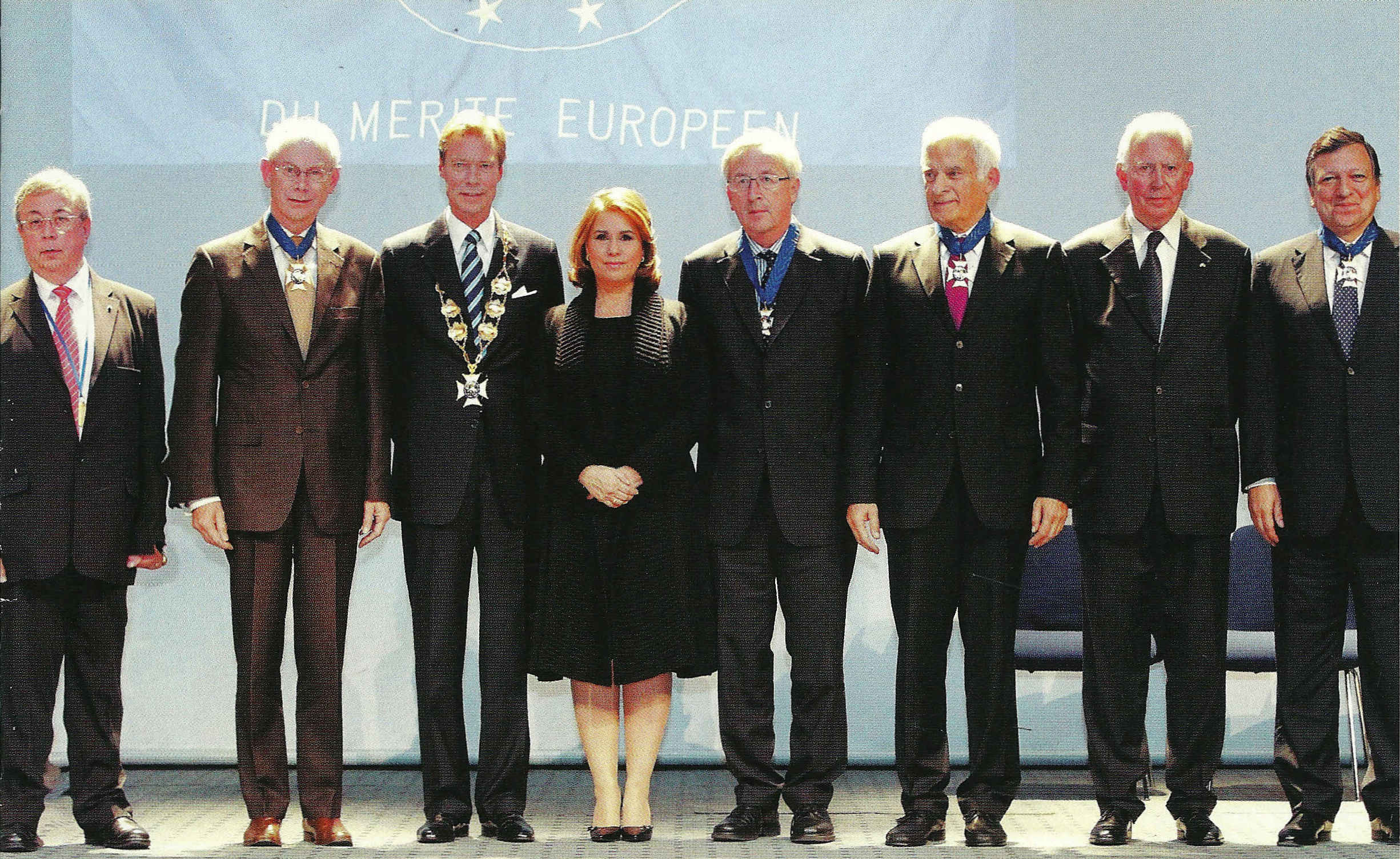
Erstmalige Verleihung des Grand Collier anlässlich der 40-Jahr-Feier Mérite Européen

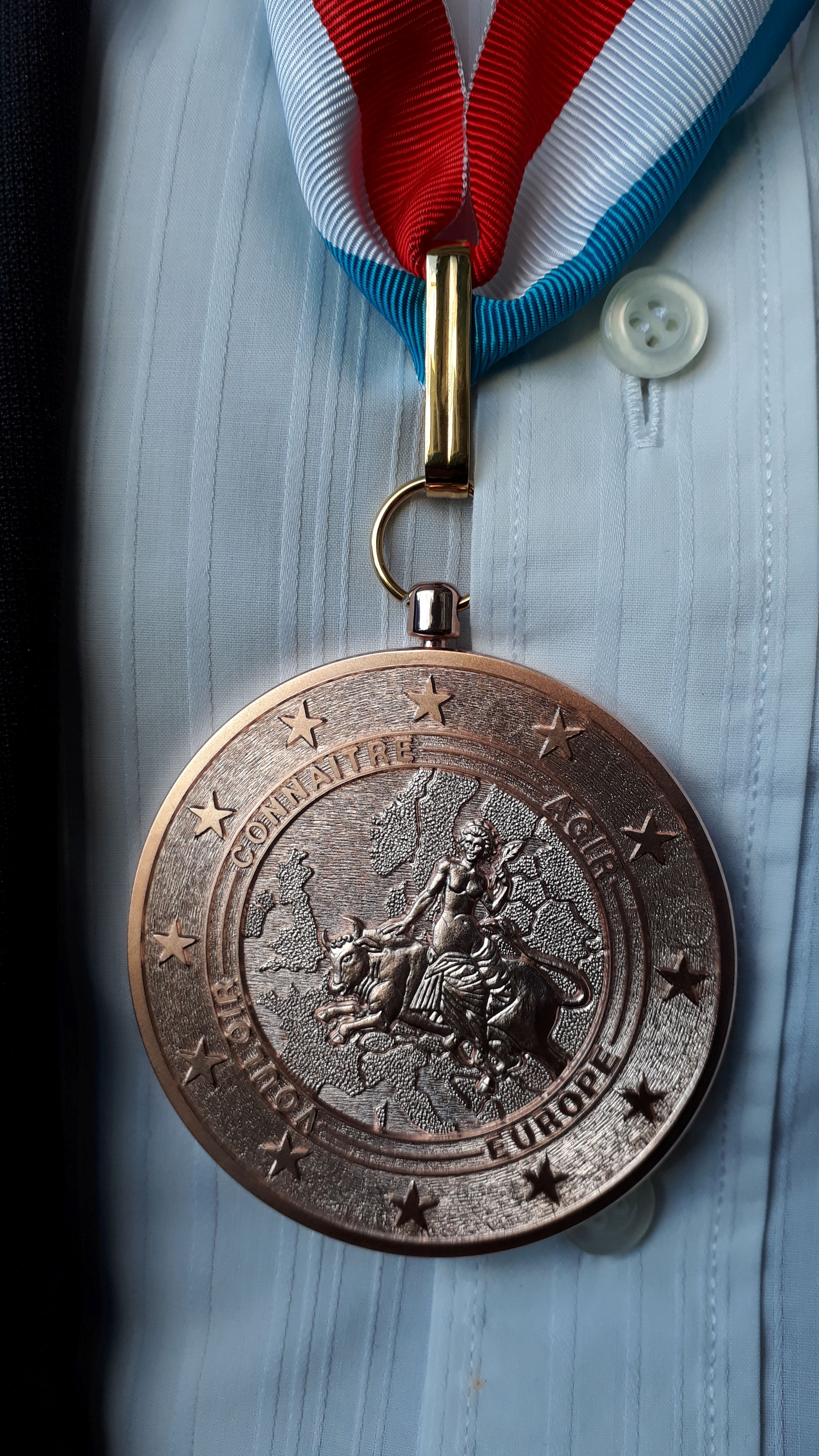
Medaille du Mérite Européen

### Ehren- und Auszeichnungsurkunden
Ehren- und Auszeichnungsurkunden dienen der Würdigung von Verdiensten um den Einsatz für die Vereinigung Europas.

### Medaille du Mérite Européen

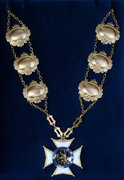
Grand Collier Mérite Européen

Mit der Vergabe von Medaillen (Gold, Silber und Bronze) an Staatsbürger aus Ländern der Europäischen Union zeichnet die Stiftung Leistungen und Engagements im Rahmen eines vereinten Europas und zur Förderung der Verständigung aus. Die Medaillen werden jedes Jahr in einer begrenzten Anzahl an Personen verliehen, die erheblich zu den Zielen der Stiftung beigetragen haben.
Die Medaille Verdienste um Europa hat einen Durchmesser von 62 mm und wiegt 110 g. Sie wird in Gold und Silber und Bronze ausgegeben.

### Collier du Mérite Européen
Anlässlich des 40. Jahrestages der Stiftung im Jahre 2010 wurden zwei weitere Auszeichnungen geschaffen, das Grand Collier du Mérite Européen (große Ordenskette) und das Collier du Mérite Européen (Halsorden).

#### Grand Collier du Mérite Européen
Das „Grand Collier du Mérite Européen“ wurde als höchste Auszeichnung geschaffen. Die große Ordenskette existiert nur als ein einziges Exemplar. Diese Auszeichnung wurde erstmals 2010 an den Großherzog Henri von Luxemburg verliehen, der es im Namen der Bürger Luxemburgs entgegennahm. Daneben wurden die Präsidenten des Europäischen Rates, der Kommission der Europäischen Gemeinschaft und des Europäischen Parlaments, sowie der damalige Ministerpräsident von Luxemburg Jean-Claude Juncker für ihre Verdienste um Europa mit dem „Grand Collier“ ausgezeichnet.

#### Collier du Mérite Européen
Das Collier du Mérite Européen (Halsorden) wird jährlich nur einmal an führende Persönlichkeiten vergeben, welche die Devise der Stiftung in vorbildlicher Weise umgesetzt haben. Der Orden wurde erstmals anlässlich des 40-jährigen Jubiläums der Stiftung (2010) – und ausnahmsweise an vier Personen – verliehen: Jerzy Buzek, Herman Van Rompuy, José Manuel Barroso und Jean-Claude Juncker. 2012 wurde Jean-Claude Trichet ausgezeichnet.

### Verein der Medaillenträger
Die Fondation du Mérite Européen hat im Jahr 2015 einen Verein der Medaillenträger ins Leben gerufen, um deren Wissen und das vorhandene Know-how zu nutzen, um die europäische Idee weiter zu fördern und voranzutreiben. Der Association des médaillés gehören die bisher mit Gold- und Silbermedaillen ausgezeichneten Personen an.

## Organisation

### Sitz
Die Stiftung ist eine in Luxemburg ansässige gemeinnützige Organisation in der Rechtsform einer Stiftung (Fondation du Mérite Européen).

### Logo
Das Logo der Organisation zeigt links eine „halbe“ Medaille Mérite Européen mit einem Teil der Landkarte Europas. Danach folgt ein senkrechter Teilungsstrich und rechts in Großbuchstaben „MÉRITE EUROPÉEN“ (obere Hälfte: MÉRITE und untere Hälfte: EUROPÉEN).

### Organe

#### Ehrenpräsident
Seit 18. März 1983 ist deren Ehrenpräsident (Président d’Honneur) der jeweils amtierende Premierminister des Großherzogtums Luxemburg.

#### Verwaltungsrat
Der Verwaltungsrat besteht aus höchstens 20 Mitgliedern aus unterschiedlichen Unionsmitgliedstaaten. Die Amtszeit ist nicht begrenzt.
Der Präsident des Verwaltungsrates und Mitglied des Vorstandes ist Jacques Santer, vormaliger Ministerpräsident des Großherzogtums, ehemaliger Präsident der Europäischen Kommission und Staatsminister (Ministre d’État).
Aus Deutschland sind Adolf T. Schneider als Vizepräsident sowie Ingeborg Smith, Barbara Söhngen und Ralf Fischer zu Cramburg als Mitglieder im Verwaltungsrat (Board of Directors) der Luxemburger Stiftung tätig.

#### Vorstand
1977 wurde die Satzung der Stiftung überarbeitet und, um die Führung der Geschäfte effizienter zu gestalten, ein Vorstand eingerichtet, der aus einigen Mitgliedern des Verwaltungsrates besteht. Der Vorstand hat exekutive Aufgaben und bereitet die Beschlüsse des Verwaltungsrates vor.
Der Vorstand wird aus dem Präsidenten des Verwaltungsrates und den geschäftsführenden Verwaltungsratsmitgliedern gebildet.

## Kooperationen
Die Bedeutung und die Rolle der Luxemburger Stiftung sollen erweitert werden, um den aktuellen Herausforderungen in Europa zu begegnen. Es sollen u. a. Hochschulen eingebunden und Veranstaltungen durchgeführt werden, um die europäische Idee vor allem den jüngeren Bürgern in der Europäischen Gemeinschaft näher zu bringen.
Die Stiftung ist zu diesem Zweck kürzlich eine Partnerschaft mit dem Dokumentations-Zentrum für Europäische Studie, dem Centre Virtuel de la Connaissance sur l’Europe (CVCE) in Luxemburg eingegangen und hat einen Kooperationsvertrag mit der Universität Luxemburg geschlossen.
Des Weiteren arbeitet die Stiftung eng mit den Institutionen der Europäischen Union, insbesondere der Europäischen Kommission in Luxemburg zusammen.

## Auswahl an Trägern der Auszeichnungen

### Personen
Ferran Adrià, Maximilian Aichern, Fernández Albor, José María Aznar, José Manuel Barroso, Hans Georg Becker, Kurt Bodewig, Ursula Braun-Moser, Elmar Brok, Erhard Busek, Jerzy Buzek, Chu Teh-Chun, Włodzimierz Cimoszewicz, Carles Coll, Eberhard Diepgen, Herbert Ehrbar, Markus Ferber, Benita Ferrero-Waldner, Wilfried Födisch, Norman Foster, Fernand Franck, Hans-Dietrich Genscher, Martin Gray, Gerald Grusser, Kai-Uwe von Hassel, Klaus Hänsch, Colette Hartwich, Edward Heath, Paul Helminger, Josef Höchtl, Moritz Hunzinger, Roy Jenkins, Jean-Claude Juncker, Kurt Jungwirth, Jürgen Kämpgen, Egon Kapellari, Franz Karasek, Waltraud Klasnic, Franz König, Vytautas Landsbergis, Christoph Leitl, Christine Lieberknecht, René van der Linden, Franz Majcen, Geert Mak, Jean-Marie Mantz, Wilfried Martens, Josep Maria Matorell, Philippe Maystadt, Tadeusz Mazowiecki, Alois Mock, Peter-Christian Müller-Graff, Henri (Luxemburg), Alfons Nossol, Patrick Nothomb, Willibald Pahr, Alojz Peterle, Hans-Gert Pöttering, Avi Primor, Josef Pühringer, Viviane Reding, Michel Rocard, Herman Van Rompuy, Norbert Roth, Rudi Sailer, Jacques Santer, Otto Schmuck, Heinz Schwarz, Franz Schausberger, Adolf T. Schneider, Horst Seefeld, Berendina van Sminia, Alfred Steinherr, Rita Süssmuth, Gaston Thorn, Gilbert Trausch, Jean-Claude Trichet, Donald Tusk, Brain Unwin, Marcel van de Voorde, Simone Veil, Santi Vila i Vicente, Liane Vissers van´t Hof, Gijs de Vries, das Ehepaar Warichet, Edmund Wellenstein, Pierre Werner, Barthold C. Witte, Gao Xingjian.

### Organisationen
Santiago de Compostela und Straßburg sowie Europäische Föderalistische Bewegung (Landesverband Steiermark), Europajugend Gleisdorf (Gleisdorf), Europaverband der Selbständigen Deutschland (ESD), Europastadt Görlitz/Zgorzelec und die Deutsche Kriegsgräberfürsorge, Karl-Brunner-Europahaus in Neumarkt (Schloss Forchtenstein, Steiermark).

## Mérite Européen Freundes- und Förderkreis Deutschland e. V.
Die Luxemburger Stiftung wird in Deutschland durch den „Mérite Européen Freundes- und Förderkreis Deutschland e. V.“ unterstützt, der von dem ehemaligen Bundestagspräsidenten Kai-Uwe von Hassel im Jahre 1995 ins Leben gerufen wurde. Der deutsche Mérite Européen Freundes- und Förderkreis mit Sitz in Sankt Augustin bei Bonn ist ein beim Bundestag akkreditierter gemeinnütziger Verein, der sich insbesondere um die Verbreitung des europäischen Gedankens sowie die Ehrung von Personen und Organisationen im Sinne der Stiftung in den deutschsprachigen EU-Staaten und den Anrainerstaaten kümmert. Der Verein ist Teil der Stiftung Mérite Européen.

### Struktur
- Präsident: Christoph Konrad, MdEP 1994–2009, Berlin[26]
- Ehrenpräsidentin: Ursula Braun-Moser, MdEP 1984–1994, Bad Vilbel
- Generalsekretärin: Ingeborg Smith, Sankt Augustin

Vizepräsidenten:
- Peter Schmidhuber (†), Mitglied der Europäischen Kommission a. D., München
- Adolf T. Schneider, Vallendar
- Barbara Söhngen, M.A., Andernach
- Peter Spary, zugleich ME-Schatzmeister, Bonn und Berlin
- Diemut Theato, MdEP 1987–1999, Neckargemünd
- Axel Voss, MdEP, Rechtsanwalt, Bonn und Brüssel

Weitere Mitglieder des Präsidiums:
- Wolfgang Gebel, Bammental
- Ivo Holzinger, Memmingen
- Christiane Pape, Realschullehrerin i. R., Dortmund
- Markus Stephani, Rechtsanwalt, Heidelberg

Kooptierte Mitglieder:
- Alexander Bojanowsky, Bonn
- Markus Russ, Brüssel